# BAFA NL Division Two 2016
La BAFA NL Division Two 2016 è la 18ª edizione del campionato di football americano di terzo livello, organizzato dalla BAFA.

## Squadre partecipanti
| Club                     | Città               | Stadio | Sponsor ufficiale | Risultato nella stagione 2015 |
| ------------------------ | ------------------- | ------ | ----------------- | ----------------------------- |
| Aberdeen Roughnecks      | Aberdeen            |        |                   |                               |
| Berkshire Renegades      | Reading             |        |                   |                               |
| Bournemouth Bobcats      | Bournemouth         |        |                   |                               |
| Bristol Apache           | Bristol             |        |                   |                               |
| Cambridgeshire Cats      | Cambridge           |        |                   |                               |
| Carlisle Sentinels       | Carlisle            |        |                   |                               |
| Chester Romans           | Chester             |        |                   |                               |
| Cornish Sharks           | Newquay             |        |                   |                               |
| Crewe Railroaders        | Crewe               |        |                   |                               |
| Dundee Hurricanes        | Dundee              |        |                   |                               |
| East Kent Mavericks      | Canterbury          |        |                   |                               |
| Essex Spartans           | Grays               |        |                   |                               |
| Glasgow Tigers           | Glasgow             |        |                   |                               |
| Halton Spartans          | Widnes              |        |                   |                               |
| Hastings Conquerors      | Hastings            |        |                   |                               |
| Humber Warhawks          | Kingston upon Hull  |        |                   |                               |
| Ipswich Cardinals        | Ipswich             |        |                   |                               |
| Jurassic Coast Raptors   | Dorchester          |        |                   |                               |
| Leeds Bobcats            | Leeds               |        |                   |                               |
| Leicester Falcons        | Hinckley            |        |                   |                               |
| Lincolnshire Bombers     | North Hykeham       |        |                   |                               |
| London Blitz B           | Londra              |        |                   |                               |
| London Hornets           | Londra              |        |                   |                               |
| Maidstone Pumas          | Maidstone           |        |                   |                               |
| Newcastle Vikings        | Newcastle upon Tyne |        |                   |                               |
| Northumberland Lightning | Ashington           |        |                   |                               |
| Oxford Saints            | Oxford              |        |                   |                               |
| Portsmouth Dreadnoughts  | Portsmouth          |        |                   |                               |
| Shropshire Revolution    | Telford             |        |                   |                               |
| Staffordshire Surge      | Burton upon Trent   |        |                   |                               |
| Swindon Storm            | Swindon             |        |                   |                               |
| Torbay Trojans           | Paignton            |        |                   |                               |
| Walney Terriers          | Ulverston           |        |                   |                               |
| Wembley Stallions        | Londra              |        |                   |                               |

## Stagione regolare

### Calendario

#### 1ª giornata
| 10 aprile 2016 | Dundee Hurricanes | 0 – 6 | Glasgow Tigers |  |

| 10 aprile 2016 | Northumberland Lightning | 10 – 8 | Aberdeen Roughnecks |  |

| 10 aprile 2016 | Chester Romans | 25 – 34 | Leeds Bobcats |  |

| 10 aprile 2016 | Crewe Railroaders | 12 – 34 | Halton Spartans |  |

| 10 aprile 2016 | Lincolnshire Bombers | 8 – 26 | Staffordshire Surge |  |

| 10 aprile 2016 | Oxford Saints | 36 – 12 | Cornish Sharks |  |

| 10 aprile 2016 | Swindon Storm | 41 – 0 | Jurassic Coast Raptors |  |

| 10 aprile 2016 | Torbay Trojans | 0 – 38 | Bristol Apache |  |

| 10 aprile 2016 | East Kent Mavericks | 12 – 0 | Hastings Conquerors |  |

| 10 aprile 2016 | Maidstone Pumas | 0 – 52 | Berkshire Renegades |  |

| 10 aprile 2016 | Cambridgeshire Cats | 12 – 13 | Wembley Stallions |  |

| 10 aprile 2016 | London Hornets | 22 – 0 | Ipswich Cardinals |  |

#### 2ª giornata
| 17 aprile 2016 | Aberdeen Roughnecks | 6 – 14 | Newcastle Vikings |  |

| 17 aprile 2016 | Halton Spartans | 8 – 26 | Leeds Bobcats |  |

| 17 aprile 2016 | Walney Terriers | 9 – 13 | Crewe Railroaders |  |

| 17 aprile 2016 | Staffordshire Surge | 35 – 14 | Shropshire Revolution |  |

| 17 aprile 2016 | Humber Warhawks | 34 – 32 | Lincolnshire Bombers |  |

| 17 aprile 2016 | Bournemouth Bobcats | 24 – 14 | Portsmouth Dreadnoughts |  |

| 17 aprile 2016 | Wembley Stallions | 17 – 6 | Ipswich Cardinals |  |

| 17 aprile 2016 | London Blitz B | 18 – 14 | Essex Spartans |  |

#### 3ª giornata
| 24 aprile 2016 | Dundee Hurricanes | 41 – 6 | Carlisle Sentinels |  |

| 24 aprile 2016 | Northumberland Lightning | 0 – 26 | Glasgow Tigers |  |

| 24 aprile 2016 | Walney Terriers | 6 – 26 | Leeds Bobcats |  |

| 24 aprile 2016 | Shropshire Revolution | 0 – 42 | Leicester Falcons |  |

| 24 aprile 2016 | Bristol Apache | 15 – 26 | Oxford Saints |  |

| 24 aprile 2016 | Cornish Sharks | 49 – 13 | Jurassic Coast Raptors |  |

| 24 aprile 2016 | Torbay Trojans | 9 – 25 | Swindon Storm |  |

| 24 aprile 2016 | East Kent Mavericks | 17 – 6 | Portsmouth Dreadnoughts |  |

| 24 aprile 2016 | Maidstone Pumas | 0 – 10 | Hastings Conquerors |  |

| 24 aprile 2016 | Berkshire Renegades | 37 – 6 | Bournemouth Bobcats |  |

| 24 aprile 2016 | Cambridgeshire Cats | 7 – 6 | London Blitz B |  |

| 24 aprile 2016 | London Hornets | 48 – 9 | Essex Spartans |  |

#### 4ª giornata
| 1º maggio 2016 | Northumberland Lightning | 0 – 14 | Dundee Hurricanes |  |

| 1º maggio 2016 | Aberdeen Roughnecks | 26 – 0 | Carlisle Sentinels |  |

| 1º maggio 2016 | Chester Romans | 52 – 0 | Halton Spartans |  |

| 1º maggio 2016 | Humber Warhawks | 2 – 72 | Leicester Falcons |  |

| 1º maggio 2016 | London Blitz B | 0 – 1 (a tavolino) | London Hornets |  |

#### 5ª giornata
| 7 maggio 2016 | Essex Spartans | 13 – 32 | Wembley Stallions |  |

| 8 maggio 2016 | Glasgow Tigers | 0 – 7 | Newcastle Vikings |  |

| 8 maggio 2016 | Halton Spartans | 53 – 10 | Crewe Railroaders |  |

| 8 maggio 2016 | Shropshire Revolution | 49 – 0 | Humber Warhawks |  |

| 8 maggio 2016 | Staffordshire Surge | 12 – 47 | Leicester Falcons |  |

| 8 maggio 2016 | Bristol Apache | 47 – 0 | Jurassic Coast Raptors |  |

| 8 maggio 2016 | Swindon Storm | 7 – 41 | Cornish Sharks |  |

| 8 maggio 2016 | Torbay Trojans | 7 – 58 | Oxford Saints |  |

| 8 maggio 2016 | Bournemouth Bobcats | 27 – 2 | Hastings Conquerors |  |

| 8 maggio 2016 | Maidstone Pumas | 13 – 56 | East Kent Mavericks |  |

#### 6ª giornata
| 15 maggio 2016 | Newcastle Vikings | 46 – 0 | Northumberland Lightning |  |

| 15 maggio 2016 | Aberdeen Roughnecks | 20 – 0 | Dundee Hurricanes |  |

| 15 maggio 2016 | Carlisle Sentinels | 0 – 34 | Glasgow Tigers |  |

| 15 maggio 2016 | Halton Spartans | 59 – 0 | Walney Terriers |  |

| 15 maggio 2016 | Crewe Railroaders | 0 – 62 | Chester Romans |  |

| 15 maggio 2016 | Shropshire Revolution | 35 – 6 | Lincolnshire Bombers |  |

| 15 maggio 2016 | Bristol Apache | 40 – 7 | Swindon Storm |  |

| 15 maggio 2016 | Cornish Sharks | 34 – 6 | Torbay Trojans |  |

| 15 maggio 2016 | East Kent Mavericks | 26 – 12 | Berkshire Renegades |  |

| 15 maggio 2016 | Hastings Conquerors | 14 – 20 | Portsmouth Dreadnoughts |  |

| 15 maggio 2016 | Maidstone Pumas | 20 – 42 | Bournemouth Bobcats |  |

| 15 maggio 2016 | Cambridgeshire Cats | 21 – 7 | Ipswich Cardinals |  |

| 15 maggio 2016 | Wembley Stallions | 33 – 15 | London Blitz B |  |

#### 7ª giornata
| 22 maggio 2016 | Dundee Hurricanes | 12 – 23 | Newcastle Vikings |  |

| 22 maggio 2016 | Northumberland Lightning | - – - | Carlisle Sentinels |  |

| 22 maggio 2016 | Chester Romans | 89 – 0 | Walney Terriers |  |

| 22 maggio 2016 | Leeds Bobcats | 72 – 7 | Crewe Railroaders |  |

| 22 maggio 2016 | Lincolnshire Bombers | 0 – 51 | Leicester Falcons |  |

| 22 maggio 2016 | Humber Warhawks | 26 – 30 | Staffordshire Surge |  |

| 22 maggio 2016 | Jurassic Coast Raptors | 0 – 51 | Oxford Saints |  |

| 22 maggio 2016 | Portsmouth Dreadnoughts | 0 – 30 | Berkshire Renegades |  |

| 22 maggio 2016 | London Hornets | 14 – 13 | Cambridgeshire Cats |  |

#### 8ª giornata
| 4 giugno 2016 | Essex Spartans | 12 – 14 | Cambridgeshire Cats |  |

| 5 giugno 2016 | Chester Romans | 43 – 28 | Halton Spartans |  |

| 5 giugno 2016 | Walney Terriers | 0 – 40 | Leeds Bobcats |  |

| 5 giugno 2016 | Leicester Falcons | 57 – 7 | Shropshire Revolution |  |

| 5 giugno 2016 | Swindon Storm | 7 – 28 | Bristol Apache |  |

| 5 giugno 2016 | Maidstone Pumas | 0 – 36 | Portsmouth Dreadnoughts |  |

| 5 giugno 2016 | London Blitz B | 31 – 27 | Ipswich Cardinals |  |

#### 9ª giornata
| 12 giugno 2016 | Glasgow Tigers | 12 – 8 | Aberdeen Roughnecks |  |

| 12 giugno 2016 | Carlisle Sentinels | 0 – 20 | Newcastle Vikings |  |

| 12 giugno 2016 | Leicester Falcons | 51 – 0 | Humber Warhawks |  |

| 12 giugno 2016 | Lincolnshire Bombers | 0 – 48 | Staffordshire Surge |  |

| 12 giugno 2016 | Cornish Sharks | 7 – 13 | Bristol Apache |  |

| 12 giugno 2016 | Swindon Storm | 14 – 54 | Oxford Saints |  |

| 12 giugno 2016 | Torbay Trojans | - – - | Jurassic Coast Raptors |  |

| 12 giugno 2016 | East Kent Mavericks | 14 – 29 | Bournemouth Bobcats |  |

| 12 giugno 2016 | Berkshire Renegades | 46 – 2 | Hastings Conquerors |  |

| 12 giugno 2016 | Wembley Stallions | 20 – 10 | Essex Spartans |  |

#### 10ª giornata
| 19 giugno 2016 | Glasgow Tigers | 52 – 6 | Northumberland Lightning |  |

| 19 giugno 2016 | Carlisle Sentinels | 0 – 30 | Dundee Hurricanes |  |

| 19 giugno 2016 | Halton Spartans | 1 – 0 (a tavolino) | Walney Terriers |  |

| 19 giugno 2016 | Leeds Bobcats | 1 – 0 (a tavolino) | Crewe Railroaders |  |

| 19 giugno 2016 | Shropshire Revolution | 28 – 21 | Staffordshire Surge |  |

| 19 giugno 2016 | Bournemouth Bobcats | 8 – 37 | Berkshire Renegades |  |

| 19 giugno 2016 | Portsmouth Dreadnoughts | 14 – 34 | East Kent Mavericks |  |

| 19 giugno 2016 | Hastings Conquerors | 19 – 12 | Maidstone Pumas |  |

| 19 giugno 2016 | Cambridgeshire Cats | 24 – 3 | Essex Spartans |  |

| 19 giugno 2016 | London Hornets | 25 – 0 | London Blitz B |  |

| 19 giugno 2016 | Ipswich Cardinals | 12 – 41 | Wembley Stallions |  |

#### 11ª giornata
| 26 giugno 2016 | Halton Spartans | 51 – 25 | Chester Romans |  |

| 26 giugno 2016 | Humber Warhawks | 50 – 18 | Lincolnshire Bombers |  |

| 26 giugno 2016 | Swindon Storm | 3 – 28 | Torbay Trojans |  |

| 26 giugno 2016 | Jurassic Coast Raptors | 0 – 29 | Cornish Sharks |  |

| 26 giugno 2016 | Ipswich Cardinals | 6 – 27 | Essex Spartans |  |

#### 12ª giornata
| 3 luglio 2016 | Glasgow Tigers | 14 – 6 | Dundee Hurricanes |  |

| 3 luglio 2016 | Newcastle Vikings | 13 – 14 | Aberdeen Roughnecks |  |

| 3 luglio 2016 | Leeds Bobcats | 38 – 41 | Chester Romans |  |

| 3 luglio 2016 | Crewe Railroaders | 14 – 21 | Walney Terriers |  |

| 3 luglio 2016 | Shropshire Revolution | 0 – 34 | Leicester Falcons |  |

| 3 luglio 2016 | Staffordshire Surge | 42 – 0 | Lincolnshire Bombers |  |

| 3 luglio 2016 | Oxford Saints | 29 – 26 | Bristol Apache |  |

| 3 luglio 2016 | Berkshire Renegades | 1 – 0 (a tavolino) | Maidstone Pumas |  |

| 3 luglio 2016 | Cambridgeshire Cats | 10 – 12 | London Hornets |  |

| 3 luglio 2016 | London Blitz B | 14 – 34 | Wembley Stallions |  |

#### 13ª giornata
| 10 luglio 2016 | Newcastle Vikings | 75 – 0 | Carlisle Sentinels |  |

| 10 luglio 2016 | Aberdeen Roughnecks | 28 – 0 | Northumberland Lightning |  |

| 10 luglio 2016 | Leeds Bobcats | 42 – 3 | Walney Terriers |  |

| 10 luglio 2016 | Bristol Apache | 46 – 0 | Torbay Trojans |  |

| 10 luglio 2016 | Cornish Sharks | 10 – 28 | Oxford Saints |  |

| 10 luglio 2016 | Jurassic Coast Raptors | 7 – 23 | Swindon Storm |  |

| 10 luglio 2016 | Portsmouth Dreadnoughts | 6 – 40 | Bournemouth Bobcats |  |

| 10 luglio 2016 | Hastings Conquerors | 0 – 55 | East Kent Mavericks |  |

| 10 luglio 2016 | Essex Spartans | 8 – 21 | London Blitz B |  |

| 10 luglio 2016 | Wembley Stallions | 6 – 10 | Cambridgeshire Cats |  |

| 10 luglio 2016 | Ipswich Cardinals | 0 – 43 | London Hornets |  |

#### 14ª giornata
| 17 luglio 2016 | Crewe Railroaders | 7 – 48 | Chester Romans |  |

| 17 luglio 2016 | Staffordshire Surge | 0 – 42 | Shropshire Revolution |  |

| 17 luglio 2016 | Lincolnshire Bombers | 18 – 21 | Humber Warhawks |  |

| 17 luglio 2016 | Oxford Saints | 1 – 0 (a tavolino) | Torbay Trojans |  |

| 17 luglio 2016 | Portsmouth Dreadnoughts | 28 – 0 | Maidstone Pumas |  |

#### 15ª giornata
| 23 luglio 2016 | Cornish Sharks | 18 – 0 | Swindon Storm |  |

| 23 luglio 2016 | Essex Spartans | 23 – 7 | Ipswich Cardinals |  |

| 24 luglio 2016 | Newcastle Vikings | 54 – 14 | Glasgow Tigers |  |

| 24 luglio 2016 | Dundee Hurricanes | 48 – 0 | Northumberland Lightning |  |

| 24 luglio 2016 | Carlisle Sentinels | 0 – 7 | Aberdeen Roughnecks |  |

| 24 luglio 2016 | Leeds Bobcats | 46 – 12 | Halton Spartans |  |

| 24 luglio 2016 | Leicester Falcons | 66 – 0 | Humber Warhawks |  |

| 24 luglio 2016 | Lincolnshire Bombers | 6 – 26 | Shropshire Revolution |  |

| 24 luglio 2016 | Jurassic Coast Raptors | 7 – 50 | Bristol Apache |  |

| 24 luglio 2016 | East Kent Mavericks | 67 – 0 | Maidstone Pumas |  |

| 24 luglio 2016 | Hastings Conquerors | 2 – 32 | Bournemouth Bobcats |  |

| 24 luglio 2016 | Berkshire Renegades | 23 – 0 | Portsmouth Dreadnoughts |  |

| 24 luglio 2016 | London Blitz B | 13 – 26 | Cambridgeshire Cats |  |

#### 16ª giornata
| 31 luglio 2016 | Oxford Saints | 62 – 0 | Jurassic Coast Raptors |  |

| 31 luglio 2016 | Wembley Stallions | 0 – 21 | London Hornets |  |

| 31 luglio 2016 | Ipswich Cardinals | 13 – 34 | London Blitz B |  |

#### 17ª giornata
| 7 agosto 2016 | Dundee Hurricanes | 6 – 13 | Aberdeen Roughnecks |  |

| 7 agosto 2016 | Glasgow Tigers | 40 – 0 | Carlisle Sentinels |  |

| 7 agosto 2016 | Northumberland Lightning | 0 – 42 | Newcastle Vikings |  |

| 7 agosto 2016 | Chester Romans | 52 – 0 | Crewe Railroaders |  |

| 7 agosto 2016 | Walney Terriers | 16 – 24 | Halton Spartans |  |

| 7 agosto 2016 | Leicester Falcons | 37 – 0 | Staffordshire Surge |  |

| 7 agosto 2016 | Humber Warhawks | 6 – 31 | Shropshire Revolution |  |

| 7 agosto 2016 | Torbay Trojans | 0 – 36 | Cornish Sharks |  |

| 7 agosto 2016 | Bournemouth Bobcats | 1 – 0 (a tavolino) | Maidstone Pumas |  |

| 7 agosto 2016 | Portsmouth Dreadnoughts | 40 – 3 | Hastings Conquerors |  |

| 7 agosto 2016 | Berkshire Renegades | 16 – 13 | East Kent Mavericks |  |

| 7 agosto 2016 | Essex Spartans | 18 – 26 | London Hornets |  |

| 7 agosto 2016 | Ipswich Cardinals | 13 – 31 | Cambridgeshire Cats |  |

#### 18ª giornata
| 14 agosto 2016 | Newcastle Vikings | 61 – 0 | Dundee Hurricanes |  |

| 14 agosto 2016 | Aberdeen Roughnecks | 26 – 8 | Glasgow Tigers |  |

| 14 agosto 2016 | Carlisle Sentinels | - – - | Northumberland Lightning |  |

| 14 agosto 2016 | Crewe Railroaders | 29 – 44 | Leeds Bobcats |  |

| 14 agosto 2016 | Walney Terriers | 10 – 46 | Chester Romans |  |

| 14 agosto 2016 | Leicester Falcons | 40 – 0 | Lincolnshire Bombers |  |

| 14 agosto 2016 | Staffordshire Surge | 59 – 16 | Humber Warhawks |  |

| 14 agosto 2016 | Bristol Apache | 6 – 12 | Cornish Sharks |  |

| 14 agosto 2016 | Oxford Saints | 50 – 6 | Swindon Storm |  |

| 14 agosto 2016 | Jurassic Coast Raptors | 6 – 0 | Torbay Trojans |  |

| 14 agosto 2016 | Bournemouth Bobcats | 21 – 24 | East Kent Mavericks |  |

| 14 agosto 2016 | Hastings Conquerors | 6 – 46 | Berkshire Renegades |  |

| 14 agosto 2016 | London Hornets | 27 – 13 | Wembley Stallions |  |

### Classifica
Le classifiche della regular season sono le seguenti.
- PCT = percentuale di vittorie, G = partite giocate, V = partite vinte, P = partite perse, PF = punti fatti, PS = punti subiti

#### NFC 2 North
| Pos. | Squadra                  | PCT  | G  | V | N | P | PF  | PS  |
| ---- | ------------------------ | ---- | -- | - | - | - | --- | --- |
| 1    | Newcastle Vikings        | .900 | 10 | 9 | 0 | 1 | 355 | 46  |
| 2    | Aberdeen Roughnecks      | .700 | 10 | 7 | 0 | 3 | 156 | 63  |
| 3    | Glasgow Tigers           | .700 | 10 | 7 | 0 | 3 | 206 | 107 |
| 4    | Dundee Hurricanes        | .400 | 10 | 4 | 0 | 6 | 157 | 143 |
| 5    | Northumberland Lightning | .100 | 8  | 1 | 0 | 7 | 16  | 264 |
| 6    | Carlisle Sentinels       | .000 | 8  | 0 | 0 | 8 | 6   | 273 |

#### NFC 2 West
| Pos. | Squadra           | PCT  | G  | V | N | P | PF  | PS  |
| ---- | ----------------- | ---- | -- | - | - | - | --- | --- |
| 1    | Leeds Bobcats     | .900 | 10 | 9 | 0 | 1 | 368 | 131 |
| 2    | Chester Romans    | .800 | 10 | 8 | 0 | 2 | 483 | 168 |
| 3    | Halton Spartans   | .600 | 10 | 6 | 0 | 4 | 269 | 230 |
| 4    | Walney Terriers   | .100 | 10 | 1 | 0 | 9 | 65  | 353 |
| 5    | Crewe Railroaders | .100 | 10 | 1 | 0 | 9 | 92  | 395 |

#### NFC 2 South
| Pos. | Squadra               | PCT   | G  | V  | N | P  | PF  | PS  |
| ---- | --------------------- | ----- | -- | -- | - | -- | --- | --- |
| 1    | Leicester Falcons     | 1.000 | 10 | 10 | 0 | 0  | 497 | 21  |
| 2    | Shropshire Revolution | 1.000 | 10 | 6  | 0 | 4  | 232 | 207 |
| 3    | Staffordshire Surge   | .600  | 10 | 6  | 0 | 4  | 273 | 218 |
| 4    | Humber Warhawks       | .100  | 10 | 3  | 0 | 7  | 155 | 426 |
| 5    | Lincolnshire Bombers  | .600  | 10 | 0  | 0 | 10 | 88  | 373 |

#### SFC 2 West
| Pos. | Squadra                | PCT   | G  | V  | N | P | PF  | PS  |
| ---- | ---------------------- | ----- | -- | -- | - | - | --- | --- |
| 1    | Oxford Saints          | 1.000 | 10 | 10 | 0 | 0 | 394 | 90  |
| 2    | Bristol Apache         | .700  | 10 | 7  | 0 | 3 | 309 | 95  |
| 3    | Cornish Sharks         | .700  | 10 | 7  | 0 | 3 | 248 | 109 |
| 4    | Swindon Storm          | .300  | 10 | 3  | 0 | 7 | 133 | 275 |
| 5    | Jurassic Coast Raptors | .111  | 9  | 1  | 0 | 8 | 33  | 352 |
| 6    | Torbay Trojans         | .111  | 9  | 1  | 0 | 8 | 50  | 246 |

#### SFC 2 South
| Pos. | Squadra                 | PCT  | G  | V | N | P  | PF  | PS  |
| ---- | ----------------------- | ---- | -- | - | - | -- | --- | --- |
| 1    | Berkshire Renegades     | .900 | 10 | 9 | 0 | 1  | 309 | 61  |
| 2    | East Kent Mavericks     | .800 | 10 | 8 | 0 | 2  | 318 | 121 |
| 3    | Bournemouth Bobcats     | .700 | 10 | 7 | 0 | 3  | 229 | 156 |
| 4    | Portsmouth Dreadnoughts | .400 | 10 | 4 | 0 | 6  | 164 | 185 |
| 5    | Hastings Conquerors     | .200 | 10 | 2 | 0 | 8  | 58  | 290 |
| 6    | Maidstone Pumas         | .000 | 10 | 0 | 0 | 10 | 45  | 310 |

#### SFC 2 East
| Pos. | Squadra             | PCT   | G  | V  | N | P  | PF  | PS  |
| ---- | ------------------- | ----- | -- | -- | - | -- | --- | --- |
| 1    | London Hornets      | 1.000 | 10 | 10 | 0 | 0  | 238 | 63  |
| 2    | Cambridgeshire Cats | .700  | 10 | 7  | 0 | 3  | 168 | 99  |
| 3    | Wembley Stallions   | .700  | 10 | 7  | 0 | 3  | 209 | 140 |
| 4    | London Blitz B      | .400  | 10 | 4  | 0 | 6  | 152 | 187 |
| 5    | Essex Spartans      | .200  | 10 | 2  | 0 | 8  | 135 | 216 |
| 6    | Ipswich Cardinals   | .000  | 10 | 0  | 0 | 10 | 91  | 290 |

## Playoff

### Tabellone
|  | Quarti di finale      | Quarti di finale      | Quarti di finale  |                   |                   | Semifinali        | Semifinali | Semifinali |  |  | Finale Northern Conference | Finale Northern Conference | Finale Northern Conference |  |
|  |                       |                       |                   |                   |                   |                   |            |            |  |  |                            |                            |                            |  |
|  | Leicester Falcons     | Leicester Falcons     | 62                |                   |                   |                   |            |            |  |  |                            |                            |                            |  |
|  | Leicester Falcons     | Leicester Falcons     | 62                |                   |                   |                   |            |            |  |  |                            |                            |                            |  |
|  | Staffordshire Surge   | Staffordshire Surge   | 0                 |                   |                   |                   |            |            |  |  |                            |                            |                            |  |
|  | Staffordshire Surge   | Staffordshire Surge   | 0                 |                   | Leicester Falcons | Leicester Falcons | 58         |            |  |  |                            |                            |                            |  |
|  |                       |                       |                   |                   | Leicester Falcons | Leicester Falcons | 58         |            |  |  |                            |                            |                            |  |
|  |                       |                       | Chester Romans    | Chester Romans    | 29                |                   |            |            |  |  |                            |                            |                            |  |
|  | Chester Romans        | Chester Romans        | Chester Romans    | Chester Romans    | 29                | 43                |            |            |  |  |                            |                            |                            |  |
|  | Chester Romans        | Chester Romans        |                   |                   |                   |                   |            |            |  |  |                            |                            |                            |  |
|  | Aberdeen Roughnecks   | Aberdeen Roughnecks   | 6                 |                   |                   |                   |            |            |  |  |                            |                            |                            |  |
|  | Aberdeen Roughnecks   | Aberdeen Roughnecks   | 6                 |                   | Leicester Falcons | Leicester Falcons | 36         |            |  |  |                            |                            |                            |  |
|  |                       |                       |                   |                   |                   |                   |            |            |  |  |                            |                            |                            |  |
|  |                       |                       | Newcastle Vikings | Newcastle Vikings | 0                 |                   |            |            |  |  |                            |                            |                            |  |
|  | Newcastle Vikings     | Newcastle Vikings     | Newcastle Vikings | Newcastle Vikings | 0                 | 48                |            |            |  |  |                            |                            |                            |  |
|  | Newcastle Vikings     | Newcastle Vikings     |                   |                   |                   |                   |            |            |  |  |                            |                            |                            |  |
|  | Glasgow Tigers        | Glasgow Tigers        | 0                 |                   |                   |                   |            |            |  |  |                            |                            |                            |  |
|  | Glasgow Tigers        | Glasgow Tigers        | 0                 |                   | Newcastle Vikings | Newcastle Vikings | 51         |            |  |  |                            |                            |                            |  |
|  |                       |                       |                   |                   | Newcastle Vikings | Newcastle Vikings | 51         |            |  |  |                            |                            |                            |  |
|  |                       |                       | Leeds Bobcats     | Leeds Bobcats     | 14                |                   |            |            |  |  |                            |                            |                            |  |
|  | Leeds Bobcats         | Leeds Bobcats         | Leeds Bobcats     | Leeds Bobcats     | 14                | 52                |            |            |  |  |                            |                            |                            |  |
|  | Leeds Bobcats         | Leeds Bobcats         |                   |                   |                   |                   |            |            |  |  |                            |                            |                            |  |
|  | Shropshire Revolution | Shropshire Revolution | 21                |                   |                   |                   |            |            |  |  |                            |                            |                            |  |

|  | Quarti di finale    | Quarti di finale    | Quarti di finale    |                     |                     | Semifinali          | Semifinali | Semifinali |  |  | Finale Southern Conference | Finale Southern Conference | Finale Southern Conference |  |
|  |                     |                     |                     |                     |                     |                     |            |            |  |  |                            |                            |                            |  |
|  | London Hornets      | London Hornets      | 20                  |                     |                     |                     |            |            |  |  |                            |                            |                            |  |
|  | London Hornets      | London Hornets      | 20                  |                     |                     |                     |            |            |  |  |                            |                            |                            |  |
|  | Wembley Stallions   | Wembley Stallions   | 13                  |                     |                     |                     |            |            |  |  |                            |                            |                            |  |
|  | Wembley Stallions   | Wembley Stallions   | 13                  |                     | London Hornets      | London Hornets      | 0          |            |  |  |                            |                            |                            |  |
|  |                     |                     |                     |                     | London Hornets      | London Hornets      | 0          |            |  |  |                            |                            |                            |  |
|  |                     |                     | Cambridgeshire Cats | Cambridgeshire Cats | 9                   |                     |            |            |  |  |                            |                            |                            |  |
|  | Berkshire Renegades | Berkshire Renegades | Cambridgeshire Cats | Cambridgeshire Cats | 9                   | 13                  |            |            |  |  |                            |                            |                            |  |
|  | Berkshire Renegades | Berkshire Renegades |                     |                     |                     |                     |            |            |  |  |                            |                            |                            |  |
|  | Cambridgeshire Cats | Cambridgeshire Cats | 27                  |                     |                     |                     |            |            |  |  |                            |                            |                            |  |
|  | Cambridgeshire Cats | Cambridgeshire Cats | 27                  |                     | Cambridgeshire Cats | Cambridgeshire Cats | 2          |            |  |  |                            |                            |                            |  |
|  |                     |                     |                     |                     |                     |                     |            |            |  |  |                            |                            |                            |  |
|  |                     |                     | Oxford Saints       | Oxford Saints       | 24                  |                     |            |            |  |  |                            |                            |                            |  |
|  | Oxford Saints       | Oxford Saints       | Oxford Saints       | Oxford Saints       | 24                  | 40                  |            |            |  |  |                            |                            |                            |  |
|  | Oxford Saints       | Oxford Saints       |                     |                     |                     |                     |            |            |  |  |                            |                            |                            |  |
|  | Cornish Sharks      | Cornish Sharks      | 3                   |                     |                     |                     |            |            |  |  |                            |                            |                            |  |
|  | Cornish Sharks      | Cornish Sharks      | 3                   |                     | Oxford Saints       | Oxford Saints       | 40         |            |  |  |                            |                            |                            |  |
|  |                     |                     |                     |                     | Oxford Saints       | Oxford Saints       | 40         |            |  |  |                            |                            |                            |  |
|  |                     |                     | Bristol Apache      | Bristol Apache      | 19                  |                     |            |            |  |  |                            |                            |                            |  |
|  | East Kent Mavericks | East Kent Mavericks | Bristol Apache      | Bristol Apache      | 19                  | 12                  |            |            |  |  |                            |                            |                            |  |
|  | East Kent Mavericks | East Kent Mavericks |                     |                     |                     |                     |            |            |  |  |                            |                            |                            |  |
|  | Bristol Apache      | Bristol Apache      | 54                  |                     |                     |                     |            |            |  |  |                            |                            |                            |  |

### Quarti di finale
| 21 agosto 2016 | Leicester Falcons | 62 – 0 | Staffordshire Surge |  |

| 21 agosto 2016 | Newcastle Vikings | 48 – 0 | Glasgow Tigers |  |

| 21 agosto 2016 | Leeds Bobcats | 52 – 21 | Shropshire Revolution |  |

| 21 agosto 2016 | Chester Romans | 43 – 6 | Aberdeen Roughnecks |  |

| 21 agosto 2016 | London Hornets | 20 – 13 | Wembley Stallions |  |

| 21 agosto 2016 | Oxford Saints | 40 – 3 | Cornish Sharks |  |

| 21 agosto 2016 | Berkshire Renegades | 13 – 27 | Cambridgeshire Cats |  |

| 21 agosto 2016 | East Kent Mavericks | 12 – 54 | Bristol Apache |  |

### Semifinali
| 28 agosto 2016 | Leicester Falcons | 58 – 29 | Chester Romans |  |

| 28 agosto 2016 | Newcastle Vikings | 51 – 14 | Leeds Bobcats |  |

| 28 agosto 2016 | London Hornets | 0 – 9 | Cambridgeshire Cats |  |

| 28 agosto 2016 | Oxford Saints | 40 – 19 | Bristol Apache |  |

### Finali

#### Northern Conference
| 11 settembre 2016 | Leicester Falcons | 36 – 0 | Newcastle Vikings |  |

#### Southern Conference
| 11 settembre 2016 | Oxford Saints | 24 – 2 | Cambridgeshire Cats |  |

## Verdetti
- Leicester Falcons e  Oxford Saints Vincitori della BAFA NL Division Two 2016